# Jochen Schöps
Jochen Schöps (* 8. Oktober 1983 in Villingen-Schwenningen) ist ein deutscher Volleyball-Nationalspieler.

## Karriere
Schöps begann seine Karriere bei der TG Schwenningen, dem Verein seiner Heimatstadt. Über den VC Offenburg kam er ins Volleyball-Internat Frankfurt. Anschließend spielte er beim VC Olympia Berlin, ehe er 2003 zum Bundesligisten VfB Friedrichshafen wechselte. Ein Jahr zuvor war er erstmals in der A-Nationalmannschaft eingesetzt worden, mit der er an der EM 2003 in Deutschland teilnahm. 2004 gewann er mit dem VfB den DVV-Pokal. In den nächsten beiden Jahren holte er zweimal das Double. Seine Teilnahme an der WM 2006 in Japan war zunächst aus gesundheitlichen Gründen gefährdet, aber am Ende erreichte er mit der Nationalmannschaft den neunten Platz. Im Jahr 2007 gewann er mit dem VfB Friedrichshafen neben dem nationalen Double auch die Champions League. Er wurde zum wertvollsten Spieler der Champions-League-Endrunde und zu Deutschlands Volleyballer des Jahres gewählt. Anschließend wechselte er in die russische Superliga zum VK Iskra Odinzowo. Bei der EM 2007 in seiner neuen sportlichen Heimat wurde er mit der DVV-Auswahl Fünfter und bei den Olympischen Spielen in Peking im August 2008 erreichte er den neunten Platz. 2009 wurde Jochen Schöps zum dritten Mal in Folge zum Volleyballer des Jahres gewählt. Bei den Olympischen Spielen in London 2012 erreichte er mit der Nationalmannschaft den fünften Platz. Danach wechselte Schöps zum polnischen Verein Asseco Resovia Rzeszów, mit dem er 2013 nationaler Meister wurde. 2014 gewann er mit der deutschen Mannschaft bei der WM in Polen die Bronzemedaille. Mit Rzeszów gewann Schöps 2015 erneut die polnische Meisterschaft und wurde dabei zum MVP der Liga gewählt. Außerdem erreichte er das Endspiel in der Champions-League. Mit der Nationalmannschaft gewann Schöps bei den Europaspielen in Baku die Goldmedaille.
Bei einem Sturz in einem rumänischen Hotel zog sich Schöps im November 2015 eine Schultereckgelenksverrenkung zu und fiel dadurch mehrere Monate aus. 2018 beendete Schöps seine Nationalmannschaftskarriere und wechselte zum französischen Klub Stade Poitevin Volley-Ball. Bis Dezember 2019 spielte er bei Police SC in Katar. Ende Januar 2020 wechselte er zu den United Volleys Frankfurt, mit denen er 2021 den DVV-Pokal gewann.
Nach dem Rückzug der United Volleys 2022 spielt Schöps beim Zweitligisten SSG Langen.